# Vale Vouk
Vale Vouk (Gospić, 21. veljače 1886. – Zagreb, 27. studenog 1962.), hrvatski botaničar slovenskog porijekla.
Potječe iz obitelji farmaceuta, porijeklom iz Slovenije. Njegov rođak Valentin Vouk, otvorio je prvu ljekarnu u Lici 1865. godine.
Maturirao je na gospićkoj gimnaziji 1909. godine, a diplomirao je i doktorirao u Beču. Od 1913. do 1956. uz kraći prekid za vrijeme Drugog svjetskog rata bio je profesor anatomije i fiziologije na Sveučilištu u Zagrebu te upravitelj Botaničkog zavoda i vrta. Pridonio je osnivanju Oceanografskog instituta u Splitu 1930., obnovi Instituta za biologiju mora u Rovinju i Dubrovniku te je organizirao arboretum u Trstenu. Bio je članom JAZU-a od 1920. godine.

## Najvažnija djela
- "Nauka o životu bilja", (Zagreb, 1918.),
- "Elementi botanike", (Zagreb, 1928.).